# Coupe d'Afrique des nations de football des moins de 17 ans 2011
 (août 2013).
Si vous disposez d'ouvrages ou d'articles de référence ou si vous connaissez des sites web de qualité traitant du thème abordé ici, merci de compléter l'article en donnant les références utiles à sa vérifiabilité et en les liant à la section « Notes et références ».
Navigation
CAN U17 2009 CAN U17 2013
La Coupe d’Afrique des nations des moins de 17 ans 2011 est la septième édition de la Coupe d'Afrique des nations de football des moins de 17 ans organisée par la Confédération africaine de football (CAF). Cette édition a lieu au Rwanda du 8 au 22 janvier 2011.

## Qualifications

### Tour préliminaire
Les matchs du premier tour ont eu lieu les 9, 10 et 11 avril 2010 (match aller), et 23, 24 et 25 avril 2010 (match retour). Les vainqueurs se sont qualifiés pour le premier tour.
| Équipe 1 | Score   | Équipe 2           | Aller | Retour |
| -------- | ------- | ------------------ | ----- | ------ |
| Comores  | 2-8     | La Réunion         | 1-3   | 1-5    |
| Namibie  | 0-8     | Afrique du Sud     | 0-5   | 0-3    |
| Maurice  | forfait | Madagascar         | /     | /      |
| Somalie  | 3-1     | Kenya              | 3-1   | 0-0    |
| Tchad    | 2-2     | Gabon              | 2-1   | 0-1    |
| Congo    | 4-0     | Guinée équatoriale | 1-0   | 3-0    |
| Ouganda  | 3-1     | Zambie             | 2-0   | 1-1    |
| Liberia  | 1-2     | Sénégal            | 1-1   | 0-1    |
| Tanzanie | forfait | Soudan             | /     | /      |
| Maroc    | forfait | Guinée-Bissau      | /     | /      |
| Lesotho  | 5-1     | Mozambique         | 3-1   | 2-0    |
| Éthiopie | 1-2     | RD Congo           | 1-1   | 0-1    |

L'Ouganda bat la Zambie 3-1 sur l'ensemble des deux matchs mais est disqualifié par la CAF pour tricherie après que la Zambie ait porté plainte.

### Premier tour
Les matchs du premier tour ont eu lieu les 27, 28 et 29 août 2010 (match aller) et les 10, 11 et 12 septembre 2010 (match retour). Les vainqueurs se sont qualifiés pour le second tour.
| Équipe 1       | Score   | Équipe 2      | Aller | Retour |
| -------------- | ------- | ------------- | ----- | ------ |
| La Réunion     | 5-2     | Angola        | 3-0   | 2-2    |
| Afrique du Sud | 4-4     | Burkina Faso  | 4-2   | 0-2    |
| Maurice        | Forfait | Zimbabwe      | /     | /      |
| Somalie        | 2-7     | Égypte        | 0-3   | 2-4    |
| Gabon          | 2-1     | Algérie       | 2-1   | 0-0    |
| Congo          | 3-1     | Nigeria       | 2-0   | 1-1    |
| Zambie         | 2-3     | Ghana         | 2-1   | 0-2    |
| Sénégal        | 4-4     | Guinée        | 3-0   | 1-4    |
| Soudan         | 3-6     | Tunisie       | 1-2   | 2-4    |
| Maroc          | 2-3     | Gambie        | 1-0   | 1-3    |
| Lesotho        | 2-7     | Cameroun      | 0-3   | 2-4    |
| RD Congo       | 1-6     | Mali          | 1-4   | 0-2    |
| Togo           | Forfait | Sierra Leone  | /     | /      |
| Bénin          | 1-1     | Côte d'Ivoire | 1-1   | 0-0    |

### Deuxième tour
Les matchs du deuxième tour ont eu lieu les 5, 6 et 7 novembre 2010 (match aller) et les 19, 20 et 21 novembre 2010 (match retour). Les vainqueurs se sont qualifiés pour la phase finale de la compétition.
| Équipe 1     | Score       | Équipe 2      | Aller | Retour |
| ------------ | ----------- | ------------- | ----- | ------ |
| La Réunion   | 1-3         | Burkina Faso  | 1-0   | 0-3    |
| Maurice      | Forfait     | Égypte        | /     | /      |
| Gabon        | 2-2 2-3 tab | Congo         | 2-0   | 0-2    |
| Ghana        | 2-2 4-5 tab | Sénégal       | 2-0   | 0-2    |
| Tunisie      | 3-3         | Gambie        | 3-2   | 0-1    |
| Cameroun     | 0-4         | Mali          | 0-1   | 0-3    |
| Sierra Leone | 2-4         | Côte d'Ivoire | 2-2   | 0-2    |

## Participants à la phase finale
- Burkina Faso
- Congo
- Côte d'Ivoire
- Égypte
- Gambie
- Mali
- Rwanda (pays-hôte)
- Sénégal

## Phase finale

### Groupe A
| Rang | Équipe       | Pts | J | G | N | P | Bp | Bc | Diff |
| ---- | ------------ | --- | - | - | - | - | -- | -- | ---- |
| 1    | Burkina Faso | 6   | 3 | 2 | 0 | 1 | 8  | 4  | +4   |
| 2    | Rwanda       | 6   | 3 | 2 | 0 | 1 | 3  | 2  | +1   |
| 3    | Sénégal      | 3   | 3 | 1 | 0 | 2 | 4  | 5  | -1   |
| 4    | Égypte       | 3   | 3 | 1 | 0 | 2 | 2  | 6  | -4   |

| 8 janvier 2011 | Rwanda                       | 2 - 1 | Burkina Faso  | Stade Amahoro, Rwanda                  |                                        |
| 15:30          | Usengimana 3e · Mwesigye 46e |       | Ouedraogo 55e | Arbitrage : Helder Martins de Carvalho | Arbitrage : Helder Martins de Carvalho |
| 15:30          | Rapport                      |       |               | Arbitrage : Helder Martins de Carvalho | Arbitrage : Helder Martins de Carvalho |

| 8 janvier 2011 | Sénégal     | 1 - 2 | Égypte                     | Stade Amahoro, Rwanda              |                                    |
| 17:30          | N'Diaye 20e |       | Abdel Monem 66e · Adel 83e | Arbitrage : Désiré Doué Noumandiez | Arbitrage : Désiré Doué Noumandiez |
| 17:30          | Rapport     |       |                            | Arbitrage : Désiré Doué Noumandiez | Arbitrage : Désiré Doué Noumandiez |

| 11 janvier 2011 | Burkina Faso | 3 - 2 | Sénégal          | Stade de Kigali, Rwanda     |                             |
| 13:00           | Sana · Zerbo |       | Nassalan · Dramé | Arbitrage : Kacem Bennaceur | Arbitrage : Kacem Bennaceur |
| 13:00           | Rapport      |       |                  | Arbitrage : Kacem Bennaceur | Arbitrage : Kacem Bennaceur |

| 11 janvier 2011 | Égypte  | 0 – 1 | Rwanda        | Stade de Kigali, Rwanda    |                            |
| 15:30           |         |       | Usengimana 9e | Arbitrage : Solomon Wokoma | Arbitrage : Solomon Wokoma |
| 15:30           | Rapport |       |               | Arbitrage : Solomon Wokoma | Arbitrage : Solomon Wokoma |

| 14 janvier 2011 | Rwanda  | 0 - 1 | Sénégal    | Stade Amahoro, Rwanda          |                                |
| 15:30           |         |       | Saliou 85e | Arbitrage : Bouchaïb El Ahrach | Arbitrage : Bouchaïb El Ahrach |
| 15:30           | Rapport |       |            | Arbitrage : Bouchaïb El Ahrach | Arbitrage : Bouchaïb El Ahrach |

| 14 janvier 2011 | Burkina Faso                 | 4 - 0 | Égypte | Stade de Kigali, Rwanda      |                              |
| 15:30           | Traoré 38 · Sana · Ouedraogo |       |        | Arbitrage : Wellington Kaoma | Arbitrage : Wellington Kaoma |
| 15:30           | Rapport                      |       |        | Arbitrage : Wellington Kaoma | Arbitrage : Wellington Kaoma |

### Groupe B
| Rang | Équipe        | Pts | J | G | N | P | Bp | Bc | Diff |
| ---- | ------------- | --- | - | - | - | - | -- | -- | ---- |
| 1    | Côte d'Ivoire | 7   | 3 | 2 | 1 | 0 | 8  | 4  | +4   |
| 2    | Congo         | 7   | 3 | 2 | 1 | 0 | 7  | 3  | +4   |
| 3    | Gambie        | 3   | 3 | 1 | 0 | 2 | 2  | 7  | -5   |
| 4    | Mali          | 0   | 3 | 0 | 0 | 3 | 2  | 5  | -3   |

| 9 janvier 2011 | Gambie | 0 - 3 | Congo | Umuganda Stadium, Rwanda    |                             |
| 13:00          |        |       |       | Arbitrage : Munyemana Hundu | Arbitrage : Munyemana Hundu |

| 9 janvier 2011 | Côte d'Ivoire | 2 -1 | Mali | Umuganda Stadium, Rwanda       |                                |
| 15:30          |               |      |      | Arbitrage : Bouchaïb El Ahrach | Arbitrage : Bouchaïb El Ahrach |

| 12 janvier 2011 | Congo | 2 - 2 | Côte d'Ivoire | Umuganda Stadium, Rwanda     |                              |
| 13:00           |       |       |               | Arbitrage : Wellington Kaoma | Arbitrage : Wellington Kaoma |

| 12 janvier 2011 | Mali | 0 - 1 | Gambie | Umuganda Stadium, Rwanda |                          |
| 15:30           |      |       |        | Arbitrage : Alioum Néant | Arbitrage : Alioum Néant |

| 15 janvier 2011 | Gambie | 1 - 4 | Côte d'Ivoire | Stade de Kigali, Rwanda                |                                        |
| 15:30           |        |       |               | Arbitrage : Helder Martins de Carvalho | Arbitrage : Helder Martins de Carvalho |

| 15 janvier 2011 | Congo | 2 - 1 | Mali | Umuganda Stadium, Rwanda    |                             |
| 15:30           |       |       |      | Arbitrage : Kacem Bennaceur | Arbitrage : Kacem Bennaceur |

### Carré final

#### Demi-finales
| 19 janvier 2011 | Burkina Faso      | 1 - 1 | Congo     | Stade Amahoro, Rwanda          |                                |
| 15:30           | Traoré 53e        |       | Epako 33e | Arbitrage : Bouchaïb El Ahrach | Arbitrage : Bouchaïb El Ahrach |
| 15:30           | Tirs au but 4 - 2 |       |           | Arbitrage : Bouchaïb El Ahrach | Arbitrage : Bouchaïb El Ahrach |

| 19 janvier 2011 | Côte d'Ivoire | 0 - 1 | Rwanda   | Stade Amahoro, Kigali                             |                                                   |
| 15:30           |               |       | Mico 73e | Spectateurs : 22 000 Arbitrage : Wellington Kaoma | Spectateurs : 22 000 Arbitrage : Wellington Kaoma |

#### Match pour la troisième place
| 21 janvier 2011 | Congo                        | 2 - 1 | Côte d'Ivoire | Stade Amahoro, Kigali        |                              |
| 13:30           | Jim-Fel 6e · Samarange 45+1e |       | Andres 85e    | Arbitrage : Wellington Kaoma | Arbitrage : Wellington Kaoma |
| 13:30           | Rapport                      |       |               | Arbitrage : Wellington Kaoma | Arbitrage : Wellington Kaoma |

#### Finale
| Finale                      | Rwanda       | 1 - 2 | Burkina Faso        | Stade Amahoro, Kigali                  |                                        |
| 22 janvier 2011 17:00 UTC+1 | Mwesigye 64e |       | Sana 54e · Aziz 71e | Arbitrage : Helder Martins de Carvalho | Arbitrage : Helder Martins de Carvalho |
| 22 janvier 2011 17:00 UTC+1 | Rapport      |       |                     | Arbitrage : Helder Martins de Carvalho | Arbitrage : Helder Martins de Carvalho |

## Résultat
| Vainqueur CAN U17 2011 Burkina Faso 1er titre |

## Sélections qualifiées pour la coupe du monde U17
Les quatre demi-finalistes sont qualifiés pour la Coupe du monde 2011, au Mexique :
- Burkina Faso
- Congo
- Côte d'Ivoire
- Rwanda